# Thomas Lam
Thomas Lam (ur. 18 grudnia 1993 w Amsterdamie) – fiński piłkarz holenderskiego pochodzenia występujący na pozycji obrońcy w angielskim klubie Nottingham Forest oraz w reprezentacji Finlandii.

## Kariera klubowa
Swoją karierę piłkarską Lam rozpoczął w klubie AZ Alkmaar. W 2011 roku awansował do pierwszego zespołu AZ. 16 września 2012 zadebiutował w nim w Eredivisie w wygranym 4:0 domowym meczu z Rodą JC Kerkrade. W debiutanckim sezonie zdobył z AZ Puchar Holandii. W barwach AZ rozegrał do 2014 roku 6 ligowych meczów.
Latem 2014 Lam przeszedł na zasadzie wolnego transferu do PEC Zwolle. W sierpniu zdobył z Zwolle Superpuchar Holandii. Swój debiut w Zwolle zaliczył 16 sierpnia 2014 w wygranym 2:1 wyjazdowym meczu z FC Dordrecht. W maju 2015 wystąpił w przegranym 0:2 finale Pucharu Holandii z FC Groningen.

## Kariera reprezentacyjna

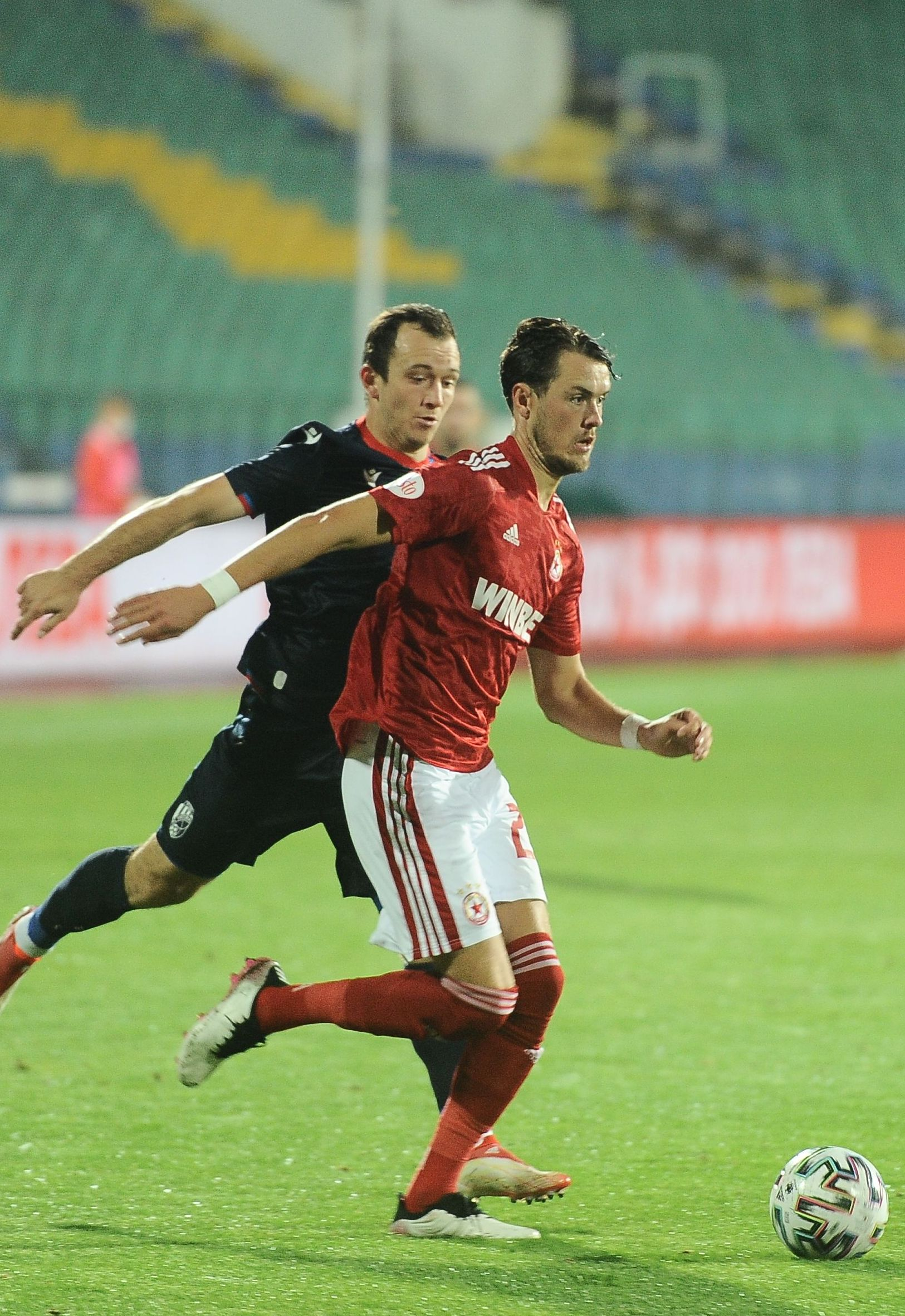

Lam grał w młodzieżowych reprezentacjach Finlandii. W dorosłej reprezentacji Finlandii Lam zadebiutował 9 czerwca 2015 w przegranym 0:2 towarzyskim meczu z Estonią, rozegranym w Turku.

## Statystyki kariery
(aktualne na dzień 7 sierpnia 2016)
| Klub               | Sezon              | Liga               | Liga  | Liga   | Puchar kraju | Puchar kraju | Puchar ligi | Puchar ligi | Europa | Europa | Suma  | Suma   |
| Klub               | Sezon              | Liga               | Mecze | Bramki | Mecze        | Bramki       | Mecze       | Bramki      | Mecze  | Bramki | Mecze | Bramki |
| ------------------ | ------------------ | ------------------ | ----- | ------ | ------------ | ------------ | ----------- | ----------- | ------ | ------ | ----- | ------ |
| AZ Alkmaar         | 2011/12            | Eredivisie         | 0     | 0      | 0            | 0            | –           | –           | 0      | 0      | 0     | 0      |
| AZ Alkmaar         | 2012/13            | Eredivisie         | 6     | 0      | 2            | 0            | –           | –           | 0      | 0      | 8     | 0      |
| AZ Alkmaar         | 2013/14            | Eredivisie         | 0     | 0      | 0            | 0            | –           | –           | 1      | 1      | 1     | 1      |
| PEC Zwolle         | 2014/15            | Eredivisie         | 29    | 2      | 5            | 4            | –           | –           | 0      | 0      | 34    | 6      |
| PEC Zwolle         | 2015/16            | Eredivisie         | 35    | 2      | 1            | 0            | –           | –           | –      | –      | 36    | 2      |
| Nottingham Forest  | 2016/17            | Championship       | 1     | 1      | 0            | 0            | 0           | 0           | –      | –      | 1     | 1      |
| Ogólnie w karierze | Ogólnie w karierze | Ogólnie w karierze | 71    | 5      | 8            | 4            | 0           | 0           | 1      | 1      | 80    | 10     |